# Bołoz Antoniewiczowie

Herb Antoniewicz - współczesny rysunek

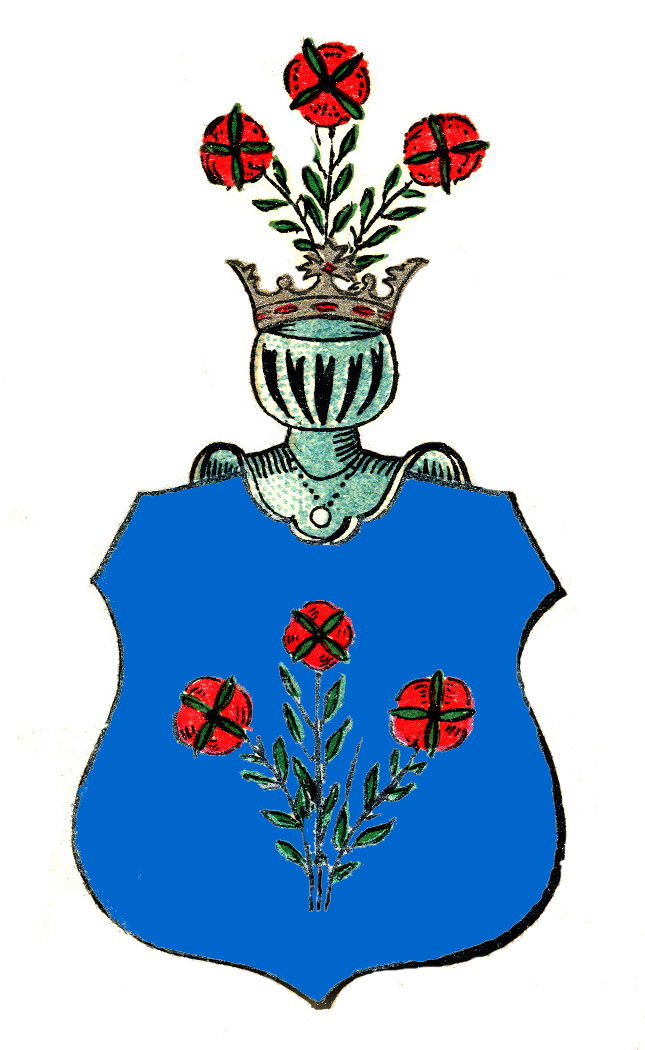
Herb Antoniewicz

 Bołoz Antoniewiczowie (herbu własnego) – ród szlachecki pochodzenia ormiańskiego, osiedlona w końcu XVII w. w Stanisławowie i na Pokuciu. Z nich Bracia Dominik i Jakub Antoniewicze otrzymali od cesarza Józefa II dyplomem datowanym w Wiedniu 23 IX 1789 galicyjskie szlachectwo (“einfacher Adelstand”) I-go stopnia z herbem i predykatem “Bołoz”, jako “Edler von Bołoz”.
Ostatnia przedstawicielka rodu, córka Karola Bołoz Antoniewicza i Heleny z Kaplińskich, mieszka w Londynie.

## Koligacje
Bołoz Antoniewiczowie byli spokrewnieni m.in. z następującymi rodami: Agopsowiczowie de Hasso h. Wiernik, Bambergowie h. własnego (baronowie), Bohdanowicze de Oroszeny h. własnego, Czaykowscy h. Gryf, Emingerowie (baronowie), Kaplińscy, Kapri de Merecey h. własnego (baronowie), Lewartowscy h. Lewart (baronowie), Lisowieccy h. Lis, Maramaroszowie h. własnego, Marszałkiewicze, Nikorowiczowie h. własnego, Osiecimscy h. Lubicz, Petrowiczowie h. własnego, Romaszkanowie h. własnego (baronowie), Sebaldowie, Suchecy h. Poraj, Teodorowiczowie h. Serce, Tomkowiczowie h. Przyjaciel, Urbańscy h. Nieczuja, Zalescy h. Dołęga (hrabiowie) i Ślubicz-Załęscy h. Prus III.

## Posiadłości ziemskie w Galicji
Od końca XVIII w. do 1944 w posiadaniu poszczególnych przedstawicieli rodu były m.in. następujące dobra ziemskie: Rużyłów i Skomorochy w powiecie buczackim; Tyszkowce, Winograd i Żywaczów w powiecie kołomyjskim; Grochowce w powiecie przemyskim; Bratkowce i Kamienna w powiecie stanisławowskim; Zadubrowce w powiecie śniatyńskim oraz Skwarzawa w powiecie żółkiewskim.

## Przedstawiciele rodu
- Dominik Bołoz Antoniewicz (1736-1795), proboszcz kościoła ormiańskiego w Stanisławowie, dziekan parafii ormiańskich na Pokuciu, kanonik honorowy. katedry ormiańskiej i sędzia Sądu Szlacheckiego we Lwowie.
- Jakub Bołoz Antoniewicz (1726-1796), kupiec z miasta Stanisławowa.
- Antoni Bołoz Antoniewicz (1758-1815), proboszcz kościoła ormiańskiego w Stanisławowie, dziekan parafii ormiańskich na Pokuciu i kanonik honorowy lwowski.
- Józef Bołoz Antoniewicz (? – 1823), dr obojga praw i adwokat we Lwowie.
- Karol Bołoz Antoniewicz (1807-1852), jezuita, pisarz religijny.
- Mikołaj Bołoz Antoniewicz (1801 lub 1804-1885), poeta, dramatopisarz i oficer kawalerii Wojsk Polskich w powstaniu listopadowym 1830-1831.
- Jakub Bołoz Antoniewicz (1820-1884), prezydent cesarsko królewskiego Sądu Krajowego w Krakowie.
- Henryk Bołoz Antoniewicz (1875-1902), dr praw Uniwersytetu Jagiellońskiego w Krakowie.
- Wincenty Bołoz Antoniewicz (1812-1856), dr prawa Uniwersytetu we Lwowie i właściciel dóbr ziemskich w Galicji.
- Jan Bołoz Antoniewicz (1858-1922), dr filozofii, prof. Uniwersytetu Jana Kazimierza we Lwowie i kierownik tamtejszej katedry historii sztuki, autor wielu prac z dziedziny sztuki.
- Karol Antoni Bołoz Antoniewicz (1885-1928), właściciel dóbr ziemskich i oficer rezerwy kawalerii Wojsk Polskich, ostatni męski potomek rodu[2].